# Lophocampa ochreata
Lophocampa ochreata är en fjärilsart som beskrevs av Gottfried Christian Reich 1935. Lophocampa ochreata ingår i släktet Lophocampa och familjen björnspinnare. Inga underarter finns listade i Catalogue of Life.